# سد کپونگ
سد کپونگ (به لاتین: Kpong Dam) یک سد و نیروگاه برقابی در غنا است که در اکوس واقع شده‌است.